# Бру, Франсиско
Франсиско «Пако» Бру Льенсе (исп. Francisco «Paco» Bru Llense; 12 апреля 1885, Мадрид — 10 июня 1962, Мадрид), также известен под именем Франческ Бру Санс (кат. Francesc Bru Sanz) — испанский футболист, судья и тренер. Первый тренер сборной Испании. Бру был участником одного из самых первых матчей испанского футбола, 30 мая 1904 года в составе «Барселоны» против «Эспаньола».

## Карьера
Франсиско Бру начал карьеру в клубе «Барселона», которой он помог выиграть 3 подряд чемпионата Каталонии с 1909 по 1911 год и кубок Испании в 1910 году. Во время своей карьере в «Барселоне», Бру, как минимум, 5 раз играл за сборную Каталонии, однако, в те годы статистика велась не точно, потому, есть вероятность, что Бру сыграл больше матчей в составе сборной.
После завершения карьеры футболиста, Бру стал работать футбольным арбитром, согласно легенде, перед первой своей игрой в качестве судьи, Бру вошёл в раздевалку и вытащил пистолет из своей сумки. Он вошёл в центр комнаты и положил оружие на стол, чтобы все присутствовавшие могли его видеть, а затем, он засунул пистолет в свои шорты. Когда один из игроков спросил его, зачем ему оружие, Бру сказал, что хочет гарантии, что игра пройдёт мирно. Во время своей судебной карьеры, Бру дважды судил финалы кубка Испании: в 1916, когда «Атлетик Бильбао» победил «Реал Мадрид» со счётом 4:0, и в 1917 году когда «Реал» победил клуб «Аренас». В том же 1917 году Бру судил матч сборных Каталонии и Кастилии.
В 1920 году Бру был назначен в комиссии из 3-х человек, которые должны были выбрать игроков для участия в сборной Испании на Олимпиаде 1920, однако, впоследствии, Бру стал единоличным тренером национальной команды. Он отклонил большое количество басков, которые ранее предлагались членами комиссии и выбрал игроков самостоятельно. С олимпиады Испания вернулась с серебряной медалью. Правда соревнование превратилось в фарс: сборная Бельгии стала чемпионом, после того, как другие финалисты, чехословаки ушли с поля в финальной игре, в знак протеста против работы рефери. Чехословакию дисквалифицировали, а полуфиналистами назначили утешительный турнир, в котором должны были определить серебряного и бронзового медалистов, но один из полуфиналистов Олимпиады, Франция, уже уехала с турнира, таким образом в турнире пришлось принимать участие всем четвертьфиналистам, в котором уже победила Испания, в результате ставшая второй.
Дважды Бру тренировал один из самых титулованных клубов Испании «Реал Мадрид», с которым побеждал в Кубках Испании, а перерыв в работе в Мадриде был связан с гражданской войной, во время которой Бру работал с клубом «Херона», игравшим в существовавшей на период боевых действий Средиземноморской лиге.

## Достижения

### Как игрок
- Обладатель кубка Испании: 1910
- Чемпион Каталонии: 1909, 1910, 1911, 1912, 1915 , 1916

### Как тренер
- Серебряный призёр Олимпиады: 1920
- Обладатель кубка Испании: 1934, 1936